# 甘林
甘林（西班牙語：Leonardo Alfonso Kam Binns；1947年—），巴拿马共和国资深外交官和政治家，巴拿马民主革命党创始人之一，华裔，祖籍广东中山。

## 生平
甘林是第二代华裔巴拿马人，祖籍广东省中山市三乡镇白石沙岗仔村。毕业于巴拿马大学，获得哲学、文学、教育学学士。后投身外交，曾任巴拿马外交部长、常驻联合国代表和常驻联合国日内瓦办事处代表。2004年9月26日，甘林被任命为巴拿马共和国驻中华人民共和国贸易发展办事处代表，2005年1月来华就职。2008年7月离任回国。后任巴拿马民主革命党国际关系书记。
2019年10月23日，甘林被任命为巴拿马共和国驻中华人民共和国大使，11月2日抵华任职。